# 海石二
海石二(ι Car / 船底座ι) 是船底座的恒星。它是夜空中最亮的恒星之一，俗名Aspidiske, Scutulum和Turais (Tureis)。Turais来源于阿拉伯语تُرَيْس turais "盾", 而Aspidiske和Scutulum则分别是其希腊译名和拉丁译名：ασπίδα和scūtum "盾".
海石二光谱型为A8或F0，很可能是一颗巨大的白星或黄-白星。由于岁差的原因，海石二将在公元8100年成为南极星。